# Lista de treinadores do Atlanta Hawks

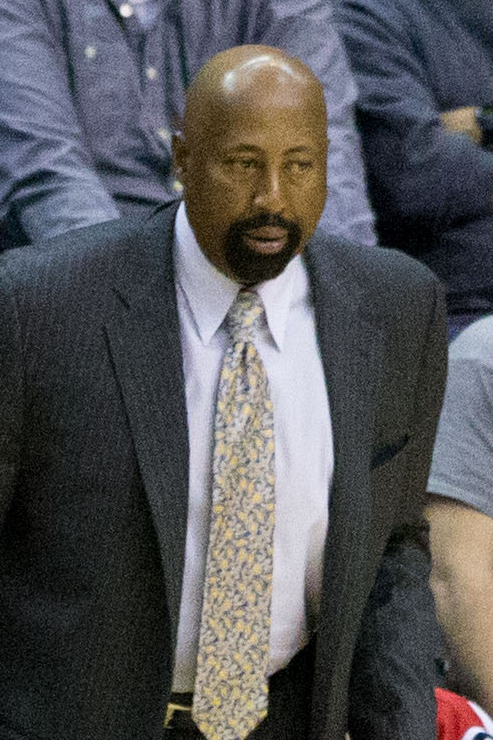
Mike Woodson foi o treinador do Atlanta Hawks entre 2004 e 2010.

Esta é uma lista de treinadores do Atlanta Hawks por ordem cronológica, time profissional de basquetebol, pertencente à Divisão Sudeste da Conferência Leste da National Basketball Association (NBA). A equipe iniciou as suas atividades em 1946 e ingressou na NBA em 1949. A franquia possui cinco nomes durante a sua existência: Buffalo Bisons (1946), Tri-Cities Blackhawks (1946–1951), Milwaukee Hawks (1951–1955), St. Louis Hawks (1955–1968) e Atlanta Hawks (1968–presente). Conquistou apenas um título, em 1958, e desde 1961 não disputa uma final de campeonato. O Hawks disputa seus jogos na Philips Arena desde 1999. O time é presidido pela Atlanta Spirit, LLC e Rick Sund é o gerente geral.
Desde a sua entrada na NBA, a equipe já possuiu 26 treinadores diferentes. O primeiro técnico na confederação foi Roger Potter, o qual disputou apenas sete jogos. Richie Guerin, que dirigiu o Hawks por oito anos, é quem mais treinou (618) e venceu (327) na temporada regular, e nos playoffs (60, 26; respectivamente). Alex Hannum é o único treinador a conquistar um título da NBA com o Hawks, dirigindo o mesmo em 1958. Cinco técnicos que passaram pelo time receberam o prêmio de Técnico do Ano, quatro foram introduzidos no Basketball Hall of Fame e três estão presentes noa lista dos 10 melhores técnicos da história, de 1996. Larry Drew é o atual treinador do Hawks desde 2010.

## Técnicos

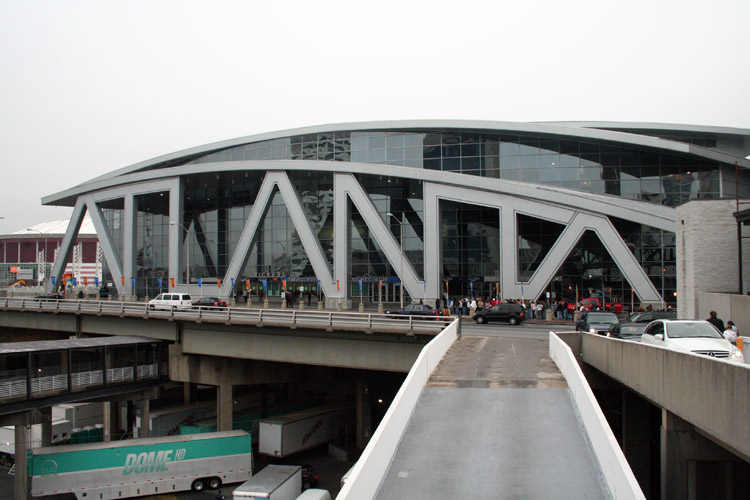
Philips Arena, local onde o Hawks disputa suas partidas desde 1999.

| # | Número de técnicos                             |
| J | Jogos                                          |
| V | Vitórias                                       |
| D | Derrotas                                       |
| % | Porcentagem de vitória                         |
| † | Consta no Basketball Hall of Fame como técnico |
| * | Iniciou sua carreira de treinador no Hawks     |

| #  | Nome               | Tempo         | J   | V   | D   | %    | J  | V  | D  | %    | Conquistas                                                                     | Ref.   |
| -- | ------------------ | ------------- | --- | --- | --- | ---- | -- | -- | -- | ---- | ------------------------------------------------------------------------------ | ------ |
| 1  | Roger Potter*      | 1949          | 7   | 1   | 6   | 14,3 | —  | —  | —  | —    |                                                                                | [ 11 ] |
| 2  | Red Auerbach†      | 1949-1950     | 57  | 28  | 29  | 49,1 | 3  | 1  | 2  | .333 | Um dos 10 melhores técnicos na história da NBA                                 | [ 12 ] |
| 3  | Dave McMillan*     | 1950          | 23  | 9   | 14  | 39,1 | —  | —  | —  | —    |                                                                                | [ 13 ] |
| 4  | Johnny Logan*      | 1950          | 3   | 2   | 1   | 66,7 | —  | —  | —  | —    |                                                                                | [ 14 ] |
| 5  | Mike Todorovich*   | 1950-1951     | 42  | 14  | 28  | 33,3 | —  | —  | —  | —    |                                                                                | [ 15 ] |
| 6  | Doxie Moore        | 1951-1952     | 66  | 17  | 49  | 25,8 | —  | —  | —  | —    |                                                                                | [ 16 ] |
| 7  | Andrew Levane      | 1952-1954     | 117 | 38  | 79  | 32,5 | —  | —  | —  | —    |                                                                                | [ 17 ] |
| 8  | Red Holzman†       | 1954-1957     | 203 | 83  | 110 | 40,9 | 9  | 4  | 5  | 44,4 | Um dos 10 melhores técnicos na história da NBA                                 | [ 18 ] |
| 9  | Slater Martin      | 1957          | 8   | 5   | 3   | 62,5 | —  | —  | —  | —    |                                                                                | [ 19 ] |
| 10 | Alex Hannum†       | 1957-1958     | 103 | 56  | 47  | 54,4 | 23 | 16 | 7  | 69,6 | 1 título (1957–58)                                                             | [ 20 ] |
| 11 | Andy Phillip*      | 1958          | 10  | 6   | 4   | 60,0 | —  | —  | —  | —    |                                                                                | [ 21 ] |
| 12 | Ed Macauley*       | 1958-1960     | 137 | 89  | 48  | 65,0 | 20 | 9  | 11 | 45,0 |                                                                                | [ 22 ] |
| 13 | Paul Seymour       | 1960-1961     | 93  | 56  | 37  | 60,2 | 12 | 5  | 7  | 41,7 |                                                                                | [ 23 ] |
| —  | Andrew Levane      | 1961-1962     | 60  | 20  | 40  | 33,3 | —  | —  | —  | —    |                                                                                | [ 17 ] |
| 14 | Bob Pettit*        | 1962          | 6   | 4   | 2   | 66,7 | —  | —  | —  | —    |                                                                                | [ 24 ] |
| 15 | Harry Gallatin     | 1962-1964     | 193 | 111 | 82  | 57,5 | 23 | 12 | 11 | 52,2 | Técnico do Ano da NBA (1962–63)                                                | [ 25 ] |
| 16 | Richie Guerin*     | 1964-1972     | 618 | 327 | 291 | 52,9 | 60 | 26 | 34 | 43,4 | Técnico do Ano da NBA (1967-68)                                                | [ 26 ] |
| 17 | Cotton Fitzsimmons | 1972-1976     | 320 | 140 | 180 | 43,8 | 6  | 2  | 4  | 33,3 |                                                                                | [ 27 ] |
| 18 | Bumper Tormohlen*  | 1976          | 8   | 1   | 7   | 12,5 | —  | —  | —  | —    |                                                                                | [ 28 ] |
| 19 | Hubie Brown        | 1976-1981     | 407 | 199 | 208 | 48,9 | 16 | 6  | 10 | 37,5 | Técnico do Ano da NBA (1977-78)                                                | [ 29 ] |
| 20 | Mike Fratello      | 1981          | 3   | 0   | 3   | 0,0  | —  | —  | —  | —    |                                                                                | [ 30 ] |
| 21 | Kevin Loughery     | 1981-1984     | 164 | 85  | 79  | 51,8 | 5  | 1  | 4  | 20,0 |                                                                                | [ 31 ] |
| —  | Mike Fratello      | 1984-1990     | 574 | 324 | 250 | 56,4 | 40 | 18 | 22 | 45,0 | Técnico do Ano da NBA (1985-86)                                                | [ 30 ] |
| 22 | Bob Weiss          | 1990-1993     | 246 | 124 | 122 | 50,4 | 8  | 2  | 6  | 25,0 |                                                                                | [ 32 ] |
| 23 | Lenny Wilkens†     | 1993-2000     | 542 | 310 | 232 | 57,2 | 47 | 17 | 30 | 36,2 | Técnico do Ano da NBA (1993-94) Um dos 10 melhores técnicos na história da NBA | [ 33 ] |
| 24 | Lon Kruger*        | 2000-2002     | 191 | 69  | 122 | 36,1 | —  | —  | —  | —    |                                                                                | [ 34 ] |
| 25 | Terry Stotts       | 2002-2004     | 137 | 52  | 85  | 38,0 | —  | —  | —  | —    |                                                                                | [ 35 ] |
| 26 | Mike Woodson*      | 2004-2010     | 492 | 206 | 286 | 41,9 | 29 | 11 | 18 | 37,9 |                                                                                | [ 36 ] |
| 27 | Larry Drew*        | 2010-presente |     |     |     |      |    |    |    |      |                                                                                |        |
|    | [ 37 ]             |               |     |     |     |      |    |    |    |      |                                                                                |        |